# Конюшки-Семенівські (гміна)
Ґміна Конюшкі Сємяновскє — колишня (1934—1939 рр.) сільська ґміна у Рудківському повіті Львівського воєводства Польської республіки. Центром ґміни було село Конюшки-Семенівські.
1 серпня 1934 року було створено ґміну Конюшкі Сємяновскє в Рудківському повіті. До неї увійшли сільські громади: Вістовіце (Вістовичі), Долобув (Долобів), Заґуже (Загір'я), Конюшкі Сємяновскє (Конюшки-Семенівські), Міхалєвіце (Михайлевичі), Новосюлкі Ґосцінне (Новосілки-Гостинні), Хлопчице (Хлопчиці), Черніхув (Чернихів).
У 1934 році територія ґміни становила 81,13 км². Населення ґміни станом на 1931 рік становило 7502 особи. Налічувалося 1465 житлових будинків. 
Національний склад населення ґміни Конюшкі Сємяновскє на 1 січня 1939 року:
| село                 | населення | українці-греко-католики | українці-латинники | євреї  | поляки | польські колоністи |
| -------------------- | --------- | ----------------------- | ------------------ | ------ | ------ | ------------------ |
| Вистовичі            | 620       | 400                     | 100                | 70     | 50     |                    |
| Долобів              | 700       | 350                     | 190                | 10     | 150    |                    |
| Загір’я              | 1000      | 610                     | 350                | 40     |        |                    |
| Конюшки-Сем’янівські | 990       | 280                     | 490                |        | 120    | 100                |
| Михайлевичі          | 1130      | 640                     | 450                | 10     | 30     |                    |
| Новосілки-Гостинні   | 1720      | 1320                    | 350                | 30     | 20     |                    |
| Хлопчичі             | 1420      | 970                     | 390                | 40     | 20     |                    |
| Чернихів             | 650       | 20                      | 590                | 20     | 20     |                    |
| Загалом              | 8230      | 4590                    | 2910               | 220    | 410    | 100                |
| Відсотки             | 100 %     | 55,77 %                 | 35,36 %            | 2,67 % | 4,98 % | 1,22 %             |

Відповідно до Пакту Молотова — Ріббентропа 28 вересня територія ґміни була зайнята СРСР. Ґміна ліквідована 17 січня 1940 року у зв'язку з утворенням Рудківського району.